# Norges grevskap
Det har funnits två grevskap i Norge.
Laurvigen grevskap upprättades 1671 för Ulrik Frederik Gyldenløve (1638-1704), utomäktenskaplig son till kung Fredrik III av Danmark (1609-1670). Griffenfeld grevskap upprättades 1673 för Peder Schumacher Griffenfeld (1635-1699).
Laurvigen grevskap skapades av dåvarande Brunla amt. Det omfattade ett område motsvarande Larvik, Sandefjord och Tjøme kommuner samt delar av Andebu kommun.
Griffenfeld grevskap skapades av dåvarande Tønsberg amt. Det bestod endast tre år, till 1676. När Griffenfeld föll i onåd och blev fängslad, övertogs grevskapet av kung Kristian V av Danmark (1646-1699), och namnet ändrades till Tønsberg grevskap. Efter att Griffenfeld dömdes för högförräderi 1678, såldes det vidare till greven av Laurvigen, Ulrik Fredrik Gyldenløve. 1683 såldes Tønsberg till friherre Gustav Fredrik Wilhelm Wedel (1641-1717), som därefter upphöjdes till greve. 1684 ändrades namnet slutligen till Jarlsberg grevskap.
1821 slogs de båda grevskapen samman till Jarlsberg og Larvik amt, senare Vestfold fylke.
- Artikeln är helt eller delvis en översättning från norskspråkiga Wikipedia.